# Södviken
Södviken este o arie protejată (arie specială de conservare — SAC, sit de importanță comunitară — SCI, arie de protecție specială avifaunistică — SPA) din Suedia întinsă pe o suprafață de 2.019 ha, integral pe uscat.

## Localizare
Centrul sitului Södviken este situat la coordonatele 57°01′59″N 16°56′55″E / 57.033°N 16.9485°E.

## Înființare
Situl Södviken a fost declarat arie de protecție specială avifaunistică în martie 1996 pentru a proteja 1 specie de plante și 16 specii de animale. Alte tipuri de protecție:
- sit de importanță comunitară (în ianuarie 2002)
- arie specială de conservare (în martie 2011)[1][3][4]

## Biodiversitate
Situată în ecoregiunile boreală și marină baltică, aria protejată conține 13 habitate naturale: Pajiști cu Molinia pe soluri calcaroase, turboase sau argilos-nămoloase (Molinion caeruleae), Mlaștini alcaline, Terase mlăștinoase și terase nisipoase neacoperite de apă la reflux, Bancuri de nisip acoperite în permanență slab de apă marină, Golfuri mici largi și golfuri puțin adânci, Pășuni de coastă din Baltica boreală, Lagune de coastă, Insulițe și insule mici din Baltica boreală, Fânețe de joasă altitudine (Alopecurus pratensis, Sanguisorba officinalis), Salicornia și alte specii anuale care populează regiunile mlăștinoase și nisipoase, Alvar nordic și șisturi calcaroase precambriene, Pajiști fino-scandinave uscate până la mezice, bogate în specii de altitudine mică, Pajiști uscate seminaturale și facies de acoperire cu tufișuri pe substraturi calcaroase (Festuco-Brometalia) (* situri importante pentru orhidee).
La baza desemnării sitului se află mai multe specii protejate:
- plante (1): Senecio jacobaea subsp. gotlandicus
- păsări (16): Branta leucopsis, Calidris alpina schinzii, chirighiță neagră (Chlidonias niger), erete de stuf (Circus aeruginosus), erete vânăt (Circus cyaneus), sfrâncioc roșiatic (Lanius collurio), notatița cu ciocul subțire (Phalaropus lobatus), bătăuș (Philomachus pugnax), ploier auriu (Pluvialis apricaria), ciocântors (Recurvirostra avosetta), chiră mică (Sterna albifrons), pescăriță mare (Sterna caspia), chiră de baltă (Sterna hirundo), Sterna paradisaea, silvie porumbacă (Sylvia nisoria), fluierar de mlaștină (Tringa glareola)